# Peugeot Type 111
La Peugeot Type 111 est un modèle d'automobile produit par le constructeur français Peugeot en 1909.